# 377
377 (CCCLXXVII) var ett normalår som började en söndag i den julianska kalendern.

## Händelser

### Okänt datum
- Romerska trupper utkämpar det oavgjorda slaget vid pilträden mot visigoterna, ledda av Fritigern.
- Gratianus deklarerar att kättare är fiender till katolska kyrkan.
- Den persiske kungen Shahpour II tvingar hunnerna tillbaka över Kaukasus.
- Den kinesiske konstnären Gu Kaizhi målar sitt verk Gudinnan vid floden Lo.

## Födda
- Arcadius, östromersk kejsare

## Avlidna
- Tuoba Shi Yi Jian kung av kungariket Dai